# 路由资产数据库
路由资产数据库（RADb），同时也被作为路由仲裁器数据库 ，是存储网络对象基本信息的数据库之一，可以用来存储 自治系统号(ASN)，IP地址，路由对象等。 RADb是internet中网络信息的公共数据库，由非营利性组织Merit Network维护。它是在1990年代初作为 美国国家科学基金会（NSF）资助的路由仲裁器项目的一部分而开发的。该数据库常被缩写为全首字母大写的（ RADB ），但其正式用法是混合大小写的（RADb）。 
某些互聯網服務供應商要求客户在通告BGP之前需要先在RADb中注册和创建对象。 RADb相比于区域互联网注册管理机构维护的数据库，它更加中立且可以管理旧式资源。